# Roman Brudło
Roman Brudło (ur. 1 września 1976 w Stargardzie Szczecińskim) – generał brygady Wojska Polskiego; zastępca dowódcy 12 Brygady Zmechanizowanej (2020–2021); od 28 sierpnia 2024 r. dowódca 9 Braniewskiej Brygady Kawalerii Pancernej.

## Życiorys
Roman Brudło urodził się 1 września 1976 r. w Stargardzie Szczecińskim, gdzie w 1996 r. ukończył Technikum Samochodowe.

### Wykształcenie
Absolwent: Wyższej Szkoły Oficerskiej Wojsk Pancernych w Poznaniu (2000); Uniwersytetu Adama Mickiewicza w Poznaniu, uzyskał dyplom magistra resocjalizacji (2001); Kurs Kapitanów Broni Pancernej (Armour Captains Career Course) w amerykańskim Forcie Knox (2006); studia podyplomowe z zakresu Analizy Bezpieczeństwa i Zagrożeń Terrorystycznych w Collegium Civitas w Warszawie (2009); studia podyplomowe w Akademii Dowódczo-Sztabowej Wojsk Lądowych (Command and General Staff College) w Fort Leavenworth w Stanach Zjednoczonych Ameryki (2013), Program Studiów Bezpieczeństwa w Centrum Marshalla w Republice Federalnej Niemiec (2015); podyplomowe studia Polityki Obronnej w Akademii Sztuki Wojennej w Warszawie (2020).

### Służba wojskowa
We wrześniu 1996 r. podjął studia wojskowe jako podchorąży w Wyższej Szkole Oficerskiej Wojsk Pancernych w Poznaniu na Wydziale Wojsk Pancernych, które ukończył w 2000 r. i został promowany na podporucznika. Zawodową służbę wojskową rozpoczął w 2000 r. w 12 Brygadzie Zmechanizowanej na stanowisku dowódcy plutonu czołgów. W 2003 r. objął stanowisko oficera sekcji operacyjnej w batalionie czołgów 12 BZ, a w 2004 r. został szefem tej sekcji. W 2006 r. po ukończeniu Kursu Kapitanów Broni Pancernej w USA został wyznaczony na dowódcę kompanii czołgów w 1 Brygadzie Pancernej w Wesołej. W latach 2007–2008 pełnił służbę  w Międzynarodowym Korpusie MNC-I Bagdad IX zmiany PKW Irak. Od 2008 r. był w Dowództwie Operacyjnym Sił Zbrojnych (obecnie Dowództwo Operacyjne Rodzajów Sił Zbrojnych), gdzie pełnił służbę m.in. na stanowiskach: specjalisty Oddziału Analiz i Wymagań Operacyjnych, specjalisty Oddziału Wykorzystania Doświadczeń, starszego specjalisty Wydziału Planowania Długoterminowego w Oddziale Planowania Użycia Sił Zbrojnych, szefa Oddziału Planowania Użycia Sił Zbrojnych, a także zastępcy Szefa Zarządu Planowania J5. W 2010 r. podczas służby w DO RSZ brał udział w VII zmianie PKW Afganistan. 24 kwietnia 2017 r. został mianowany na pułkownika przez ministra obrony narodowej Antoniego Macierewicza. 1 września 2020 r. płk Roman Brudło został wyznaczony na stanowisko zastępcy dowódcy 12 Brygady Zmechanizowanej. Od 1 października 2020 r. pełnił obowiązki dowódcy 12 BZ. W Szczecinie 31 marca 2021 r. w obecności gen. dyw. Dariusza Parylaka przekazał dowodzenie dla płk. dypl. Romana Łytkowskiego. Od 1 czerwca 2022 do 7 grudnia 2022 dowodził XII zmianą PKW Irak. 28 sierpnia 2024 r. minister ON Kosiniak-Kamysz wyznaczył go na stanowisko dowódcy 9 Braniewskiej Brygady Kawalerii Pancernej. 2 maja 2025 r. został mianowany przez prezydenta RP Andrzeja Dudę na stopień generała brygady. 

## Awanse
- podporucznik – 2000[2].

(...)
- pułkownik – 2017[2]
- generał brygady – 2 maja 2025[8]

## Ordery, odznaczenia i wyróżnienia
- Wojskowy Krzyż Zasługi z Mieczami[9]
- Medal Srebrny za Długoletnią Służbę[10]
- Gwiazda Iraku – 2009[10]
- Gwiazda Afganistanu – 2010[10]
- Odznaka pamiątkowa 12 Brygady Zmechanizowanej – 2020 (ex officio)
- Odznaka pamiątkowa 9 Braniewskiej Brygady Kawalerii Pancernej – 2024 (ex officio)
- Odznaka Honorowa Wojsk Lądowych[10]
- Honorowa broń biała „Kordzik Honorowy Sił Zbrojnych RP”[7]

i inne